# Травма (фільм, 1989)
Травма (англ. Prime Suspect) — американський трилер.

## Сюжет
Тод Дженнінгс разом зі своєю дівчиною відправляється на відпочинок у гори. Все було чудово, але їх настрій відразу затьмарюється зустріччю з компанією, що складається з двох хлопців і однієї дівчини — у них нещастя: дівчина потрапила ногою в капкан. Але парочка через деякий час забуває про цю зустріч. Але за ними стежить якийсь зловмисник. Коли Тод йде купатися у річці, цей злодій надягає маску й рукавички і вбиває дівчину великим ножем. Тод стає основним підозрюваним у вбивстві. Приголомшений цими подіями він серйозно захворює і не може говорити. Хлопця поміщають в психіатричну лікарню. Його лікарем стає уважний і турботливий доктор Селія Воррен. Вона вірить у невинність хлопця і допомагає йому вилікуватися, щоб він вийшов з лікарні і знайшов справжнього злочинця.

## У ролях
- Дон Блейклі — Джо
- Том Брезнахан — Тод Дженнінгс
- Енн Дейн — медсестра Бертон
- Крісстін Данте — медсестра Едгар
- Біллі Драго — Кирил
- Сюзанн Данн — репортер
- Роберт Гувер — двірник
- Тамара Дж. Хаффорд — місіс Мастерс
- Марк Кейлун — сержант Блейзі
- Скіп Е. Лоу — пацієнт
- Роберт Ф. Лайонс — шериф Хенк Фаллон
- Донна Маньяні — Керол
- Даг МакКлер — доктор Бренд
- Вікторія Несбітт — медсестра Емі Вотерс
- Нора Парадізо — поранена жінка
- Майкл Паркс — Білл Невінс
- Дана Плато — Діана Мастерс
- Нелл Ріган — Меган
- Ральф Робертс — Бен
- Майкл Джейсон Розен — турист
- Саманта Роуден — Лінда
- Ален Сільвер — диспетчер
- Френк Сталлоне — Джен Чемберс
- Сьюзен Страсберг — доктор Селія Воррен
- Рік Волн — доктор
- Девід Вейнингер — Девід
- Кен Райт — прокурор округу